# Джордж Отто Тревельян
Джордж Отто Тревельян (20 липня 1838 — 17 серпня 1928) — британський державний діяч, член Ліберальної партії, міністр в урядах Вільяма Гладстона та лорда Розбері. У міністерській кар'єрі, яка тривала майже 30 років, він був найбільш помітним міністром Шотландії. Він розірвав з Гладстоном через Ірландський домашній закон Гомрул, але після внесення змін до законопроєкту він знову приєднався до Ліберальної партії. Також письменник та історик Тревелян опублікував у 1876 році «Життя та листи лорда Маколея», його дядька по матері.